# Egyptiskt medborgarskap

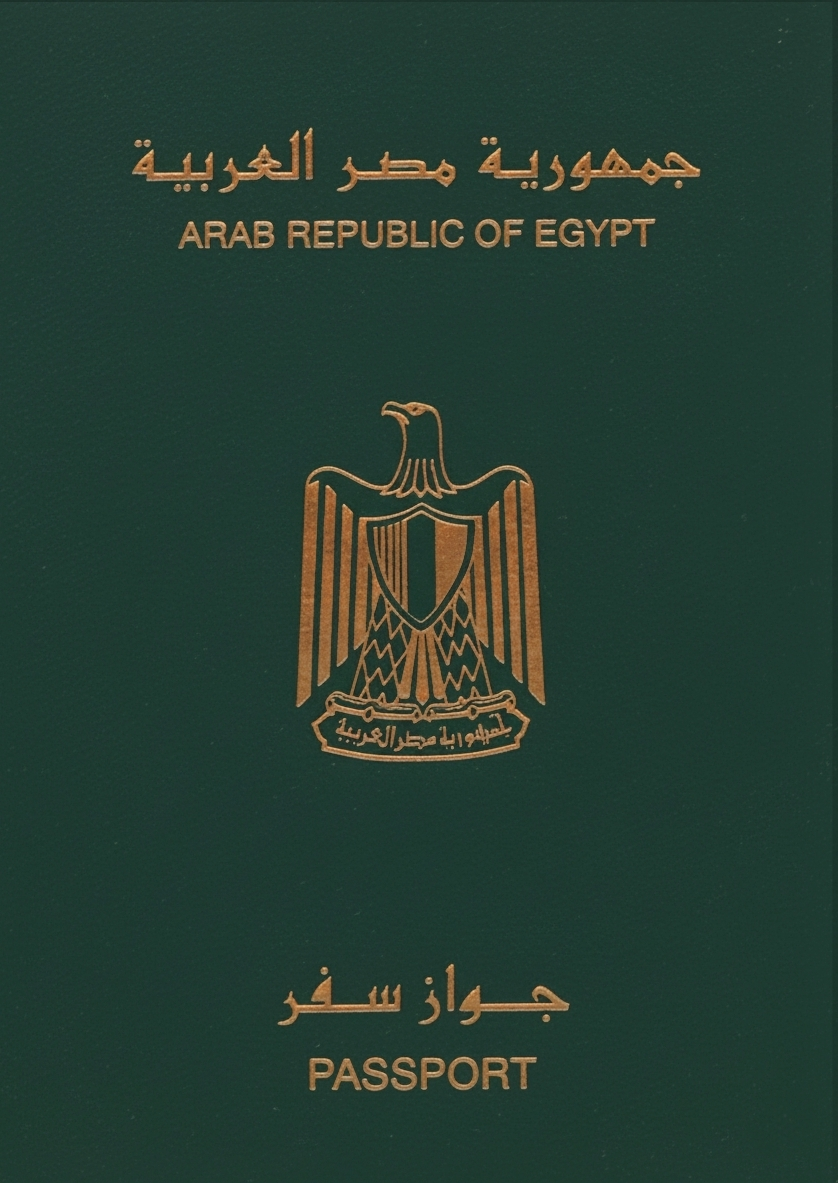
Egyptiskt pass som statens medborgare kan ansöka.

Egyptiskt medborgarskap är det legala förhållandet mellan en privatperson och Arabrepubliken Egypten. Staten följer jus sanguinis-princip.

## Medborgarskap genom födelse
En infödd egyptisk medborgare är en person som uppfyller åtminstone ett av följande krav:
- åtminstone en av barnets föräldrar har egyptiskt medborgarskap vid barnets födelse
- barn som har hittats på Egyptens territorium och deras föräldrar är okända

## Medborgarskap genom ansökan
Man kan få egyptiskt medborgarskap genom ansökning om man uppfyller följande krav:
- kan arabiska
- känner till landets vanor och kultur
- har gott rykte och har inte dömts till fängelse
- är frisk både fysiskt och psykiskt
- kan försörja sig
- har bott i Egypten åtminstone 10 år

## Dubbelt medborgarskap
Egypten tillåter dubbelt medborgarskap men man måste ansöka tillstånd till detta från myndigheterna.